# Morski Klub Sportowy Pogoń Szczecin 2013-2014
Questa voce raccoglie le informazioni riguardanti il Morski Klub Sportowy Pogoń Szczecin nelle competizioni ufficiali della stagione 2013-2014.

## Rosa
Rosa aggiornata all'8 settembre 2013.
| N. |                     | Ruolo | Calciatore            |
| -- | ------------------- | ----- | --------------------- |
| 1  | Polonia (bandiera)  | P     | Krystian Rudnicki     |
| 3  | Polonia (bandiera)  | D     | Maciej Dąbrowski      |
| 4  | Polonia (bandiera)  | D     | Michal Koj            |
| 5  | Brasile (bandiera)  | C     | Edi Andradina         |
| 6  | Polonia (bandiera)  | D     | Przemysław Pietruszka |
| 7  | Polonia (bandiera)  | A     | Tomasz Chałas         |
| 8  | Polonia (bandiera)  | C     | Jakub Bak             |
| 9  | Polonia (bandiera)  | C     | Adam Frączczak        |
| 10 | Camerun (bandiera)  | A     | Donald Djoussé        |
| 11 | Polonia (bandiera)  | A     | Marcin Robak          |
| 13 | Giappone (bandiera) | C     | Takuya Murayama       |
| 14 | Polonia (bandiera)  | C     | Wojciech Golla        |
| 17 | Polonia (bandiera)  | D     | Maksymilian Rogalski  |

| N. |                           | Ruolo | Calciatore           |
| -- | ------------------------- | ----- | -------------------- |
| 18 | Polonia (bandiera)        | C     | Radosław Wiśniewski  |
| 20 | Polonia (bandiera)        | C     | Bartosz Ława         |
| 22 | Polonia (bandiera)        | A     | Kamil Zielinski      |
| 23 | Polonia (bandiera)        | D     | Julien Tadrowski     |
| 25 | Polonia (bandiera)        | C     | Sebastian Rudol      |
| 26 | Polonia (bandiera)        | C     | Mateusz Wilk         |
| 27 | Giappone (bandiera)       | C     | Takafumi Akahoshi    |
| 28 | Polonia (bandiera)        | C     | Mateusz Lewandowski  |
| 30 | Polonia (bandiera)        | D     | Dawid Kort           |
| 44 | Brasile (bandiera)        | D     | Hernâni              |
| 66 | Polonia (bandiera)        | P     | Dawid Kudla          |
| 77 | Costa d'Avorio (bandiera) | A     | Abdul Moustapha      |
| 84 | Polonia (bandiera)        | P     | Radosław Janukiewicz |